# Julie Schrader
Julie „Julchen“ Schrader (* 9. Dezember 1881 in Hannover; † 17. November 1939 in Oelerse, heute ein Ortsteil der Gemeinde Edemissen in Niedersachsen) galt bis Ende der 1970er Jahre als deutsche Schriftstellerin, die vorwiegend Gedichte schrieb. Seitdem gilt in der Literaturwissenschaft ihre Autorschaft an überwiegenden Teilen des Werks als widerlegt.

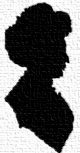
Julie Schrader

## Leben

Julie Schraders Grabstein

Julchen wurde als Anna Wilhelmine Julie Schrader 1881 in Hannover geboren und arbeitete für ihren Lebensunterhalt als Magd, Vorleserin und Hausdame. Am 26. Dezember 1922 heiratete sie Hermann Niewerth und starb 1939 in Oelerse bei Lehrte („Freitod durch Ertrinken“).
Damit verlässt man aber schon den Bereich überprüfbarer Fakten. Denn alle weiteren Informationen über Schraders Leben und Schaffen stammen von ihrem Großneffen Berndt W. Wessling, der bis zu seinem Tod als Herausgeber ihrer Werke auftrat. Dessen Behauptungen über Julchen wurden, so der Literaturkritiker Werner Fuld, „inzwischen widerlegt oder ins Reich der Fabel verwiesen.“ Dies betrifft insbesondere die in Schraders Werken beschriebenen zahlreichen sexuellen Abenteuer. Auch ihre Affäre mit dem Komponisten Leo Fall hat nach wissenschaftlichem Kenntnisstand nie stattgefunden.

## Zum Werk
Du heil'ger Geist, du warst mein Fall!
Ach, Leo, komm' zurücke!
Und hol' das Zicklein aus dem Stall,
Damit es mich beglücke!
Mit diesem Gedicht soll Julie Schrader 1907 das Ende ihrer Affäre mit Leo Fall verarbeitet haben. Nicht zuletzt aufgrund derartiger humorvoller Ein- und Zweideutigkeiten wurde Julchen in den späten 1960er Jahren, dem Zeitalter der „sexuellen Befreiung“, entdeckt und erfolgreich vermarktet. Damals waren die unfreiwillig komischen Gedichte des „schlesischen Schwans“ Friederike Kempner sehr verbreitet und geschätzt. In Anlehnung an sie erhielt Julie Schrader den Beinamen „welfischer Schwan“. 
Rund 2000 Gedichte hat Julchen laut Aussage ihres Herausgebers geschrieben, die ab 1968 regelmäßig und in immer neuen Arrangements erschienen. Dazu kamen Tagebücher, „hannöverische Dramen“ sowie Kochrezepte, Erzählungen und Briefe. Die Neuveröffentlichungen endeten abrupt im Jahr 1989.

## Kritik
Schon 1971 hatte der Parodist Robert Neumann anhand sprachlicher Besonderheiten die Echtheit der Werke angezweifelt und ein Entstehen der Texte für den behaupteten Zeitpunkt ausgeschlossen. Dieser Verdacht wurde 1976 durch Untersuchungen bestätigt, bei denen Schraders Leben für „Kindlers Literaturlexikon“ geprüft wurde. Resultat: „Alle Quellenangaben Wesslings für angebliche zeitgenössische Veröffentlichungen Julie Schraders erwiesen sich als fiktiv und bestätigten damit die Zweifel an ihrer Existenz als Autorin“. „Der Schwan ist eine Ente“, titelte daraufhin der „Stern“ vom 10. Juni 1976. Auch hinter den Texten von Wesslings Mutter Anni Julie wird seitdem als Autor der Sohn vermutet. Am ausführlichsten zerlegte die Journalistin Gabriele Stadler 1988/1989 in einer Hörfunkreihe des Hessischen Rundfunks den Mythos „Julie Schrader“. Sie gab damit zugleich den Anstoß für eine neue Rezeption des Werkes.
Wessling stritt stets ab, Schraders Werk frei erfunden zu haben, gab aber zu, bei Julchen zum „Arrangeur, zum Polierer, zum Anmacher“ geworden zu sein. „Warum auch nicht: Ich habe die ganze Julchen-Sache von vornherein mehr als ein feuilletonistisches Unternehmen angesehen. Bei meinen Künstlerbiographien mußte ich anders vorgehen: wissenschaftlich, arg-recherchierend, möglichst genau. Bei Julchen... ?“ Doch genau der Hinweis auf seine biographischen Werke wurde Wessling zum Verhängnis, als auch in mehreren dieser Bücher gefälschte Passagen entdeckt wurden.
In jahrelangen Auseinandersetzungen ging Wessling mit anwaltlichen Drohungen, einstweiligen Verfügungen und Gerichtsverfahren gegen seine Kritiker vor, konnte aber die Fachwelt nicht überzeugen. Im Laufe der Jahre verlor er bei der Verteidigung seines Standpunkts schließlich jedes Augenmaß.
Julie Schrader hat natürlich wirklich geschrieben – in etwa wie jeder einfachere Mensch ihres Zeitalters. In den ersten Buchausgaben waren acht Gedichte von Julchen im Faksimile abgebildet worden, später wies Wessling weitere Gedichte und einige wenige Briefe Julchens im Original vor. Allerdings entpuppten sich diese Arbeiten als Schreiben an den eigenen Mann, Abschriften fremder Gedichte und als Gelegenheitsprosa, deren Qualität dem entspricht, was in vielen Familien zu Jubiläen zusammengereimt wird. In diesen Originalen findet man kein bisschen Frivolität und keinen prominenten Briefpartner.
So kann man sich zusammenfassend der „Brockhaus Enzyklopädie“ (1981) anschließen, nach deren Urteil die Masse von Julchens Werken dem Herausgeber B. W. Wessling zuzuschreiben ist.

## Neubewertung
Selbst mit dem Wissen um ihre wahre Entstehung lassen sich viele der „Schraderschen“ Dichtungen auch heute noch mit Vergnügen lesen. Und es gibt – wenn auch nicht mehr im Ausmaß vergangener Jahrzehnte – immer noch öffentliche Lesungen ihrer Gedichte oder Aufführungen ihrer Stücke. Das Interesse scheint also zurückgegangen, aber nicht gebrochen zu sein.
Schon Gabriele Stadler wies auf die Zeitbezogenheit ihrer Dichtungen hin und meinte damit nicht die Jahrhundertwende, sondern die Aufbruchzeit der späten 1960er Jahre, deren Stimmungslage Bernd W. Wessling bei der Vermarktung genutzt und verarbeitet hat. „Die Naiven finden in unserer Zeit wieder Beachtung. Malende Omas und Opas sind en vogue. Dichterinnen, die mit elegischer Penetranz den Gefühlsnerv treffen, kommen ins Geschäft, und Schriftstellerinnen, die es ‚so fließen lassen, wie es ihnen aus dem Herzen läuft’, werden mit allen Mitteln gefördert“, so Wessling 1971. Die „Schriftstellerin Julie Schrader“ kam diesem zeitbezogenen Hang zum Trivialen, zur Gegenmoderne und Nostalgie entgegen – und damit zum Erfolg.
Die wissenschaftliche Aufarbeitung steht allerdings noch am Anfang. Aufgearbeitet wurde bislang noch nicht, inwieweit sich über Wessling der Schradersche Nachlass erhalten hat, noch wurde die wahre Entstehungsgeschichte ihrer Schriften wissenschaftlich nachgezeichnet und die von Stadler angeregte neue, ihrer wirklichen Entstehungszeit angemessenen Rezeption des Werkes vorgenommen.